# Israel González
Israel Joaquín González Nuñez (* 16. Februar 1975 in Torrelavega) ist ein spanischer Basketballtrainer.

## Werdegang
Von 1994 bis 1996 war González Trainer im Jugendbereich des Vereins CB Salesianos Las Palmas auf Gran Canaria. Bei CB Gran Canaria arbeitete er ab 1997 als Konditionstrainer und Trainer im Jugendbereich. Nach einer Saison (1998/99) bei Lobos Caja Cantabria in seiner Heimatstadt Torrelavega ging González nach Italien und war im Spieljahr 2000/01 in Mailand beim Verein Tumminelli in der Jugendarbeit beschäftigt.
Nach einer weiteren Station im Jugendbereich (2001 bis 2004 bei Colegio La Paz Torrelavega) und einer teils gleichzeitig ausgeübten Trainerstelle bei Remolques BF in der unterklassigen Spielklasse 1ª Nacional wechselte González 2004 in die zweite spanische Liga zu Lobos Caja Cantabria. Für den Verein war er bereits Ende der 1990er Jahre tätig gewesen, aber nicht im Profibereich. 2004 wurde er dort Konditionstrainer und war ab dem elften Spieltag der Saison 2004/05 zusätzlich Assistenztrainer. Diese Tätigkeiten übte er auch in den folgenden Jahren aus, ehe er Ende Dezember 2007 bei dem Zweitligisten ins Cheftraineramt befördert wurde, nachdem sich die Mannschaft aus sportlichen Gründen vom bisherigen Trainer Mateo Rubio getrennt hatte. Nach der Saison 2007/08 zog sich der Verein aus der zweiten Liga zurück.
Im Sommer 2008 wurde González erst als neuer Trainer von Estela in der Liga EBA vermeldet, er betreute in der Saison 2008/09 dann aber die U20-Mannschaft von CB Gran Canaria. Bei dem Verein aus der höchsten spanischen Spielklasse Liga ACB wechselte er vor der Saison 2009/10 zur Profimannschaft und wurde dort Assistenztrainer. Bis 2014 übte er dieses Amt unter Pedro Martínez, von 2014 bis 2016 unter Aíto García Reneses und im Spieljahr 2016/17 unter Luis Casimiro aus. In seiner Amtszeit als Assistenztrainer von CB Gran Canaria trug González dazu bei, dass die Mannschaft 2015 die beiden Endspiele im europäischen Vereinswettbewerb EuroCup und 2016 das Endspiel im spanischen Königspokal erreichte. In der Saison 2016/17 gewann er mit Gran Canaria den spanischen Supercup.
Er wechselte 2017 gemeinsam mit Aíto García Reneses zu Alba Berlin in die deutsche Basketball-Bundesliga, González arbeitete wieder als Assistent des inzwischen über 70-jährigen Cheftrainers. 2020 und 2021 führten die beiden die Berliner zum Gewinn der deutschen Meisterschaft, 2020 des Weiteren zum Gewinn des Pokalwettbewerbs. Im europäischen Vereinswettbewerb EuroCup zog man 2019 in die Endspiele ein. Während der Sommerpause 2021 wurde González Cheftrainer der Berliner, nachdem bereits im Vorfeld festgestanden hatte, dass er in dieses Amt befördert werden würde, sollte García Reneses seinen Vertrag nicht verlängern, was eintrat. Im Februar 2022 führte González die Mannschaft zum Gewinn des deutschen Pokalwettbewerbs und gewann damit seinen ersten Titel als Berliner Cheftrainer. In seiner ersten Saison in dem Amt führte er die Mannschaft im Juni 2022 auch zum Gewinn der deutschen Meisterschaft. Im März 2025 wurde González von dem Bundesligisten entlassen. Zum Zeitpunkt der Trennung stand die Berliner Mannschaft in der Bundesliga auf dem zwölften Tabellenplatz und war in der Euroleague Letzter.
Im Sommer 2025 trat González das Traineramt bei Pallacanestro Trieste in Italien an.